# Grotte de Fingal
 (septembre 2015).
Si vous disposez d'ouvrages ou d'articles de référence ou si vous connaissez des sites web de qualité traitant du thème abordé ici, merci de compléter l'article en donnant les références utiles à sa vérifiabilité et en les liant à la section « Notes et références ».
Pour les articles homonymes, voir Fingal (homonymie).

La grotte de Fingal  (en gaélique écossais : An Uaimh Bhinn, en anglais : Fingal’s Cave)  est une célèbre caverne basaltique située dans les hébrides intérieures d'Écosse, sur l'île inhabitée de Staffa. 

## Description
Staffa est une petite île d'origine volcanique, connue pour les impressionnantes colonnes de basalte qui ornent ses falaises, ainsi que pour ses cavernes. La grotte de Fingal est la plus connue de toutes. Elle forme une nef soutenue par des parois de basalte colonnaire dans laquelle la mer s'engouffre jusqu'à 69 m en clapotant, ce qui a amené à qualifier la grotte de « caverne musicale. »

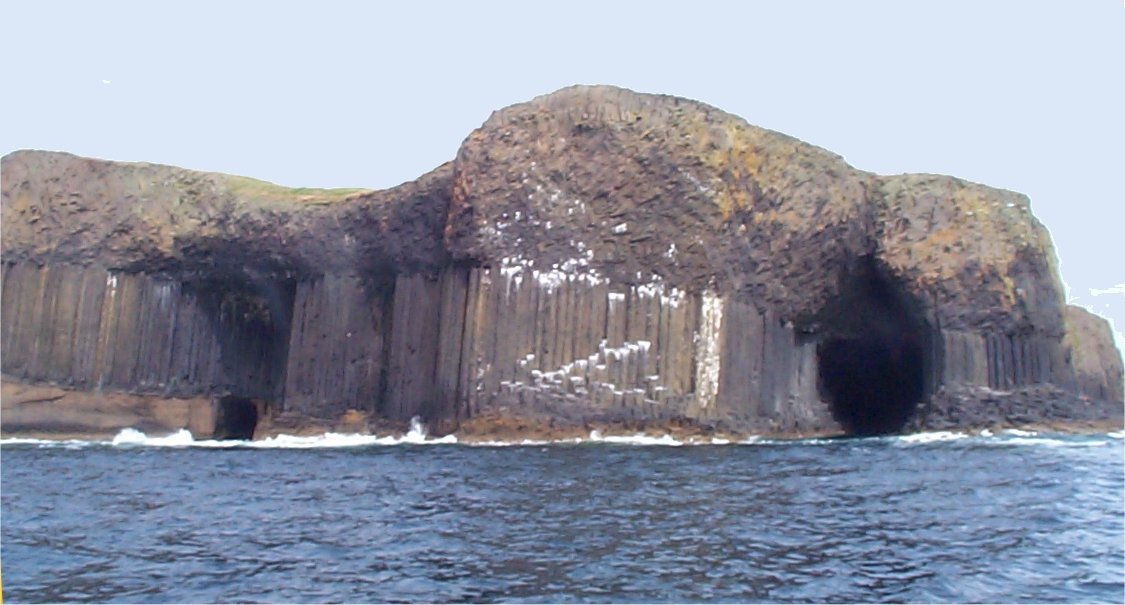
Grotte vue de la mer
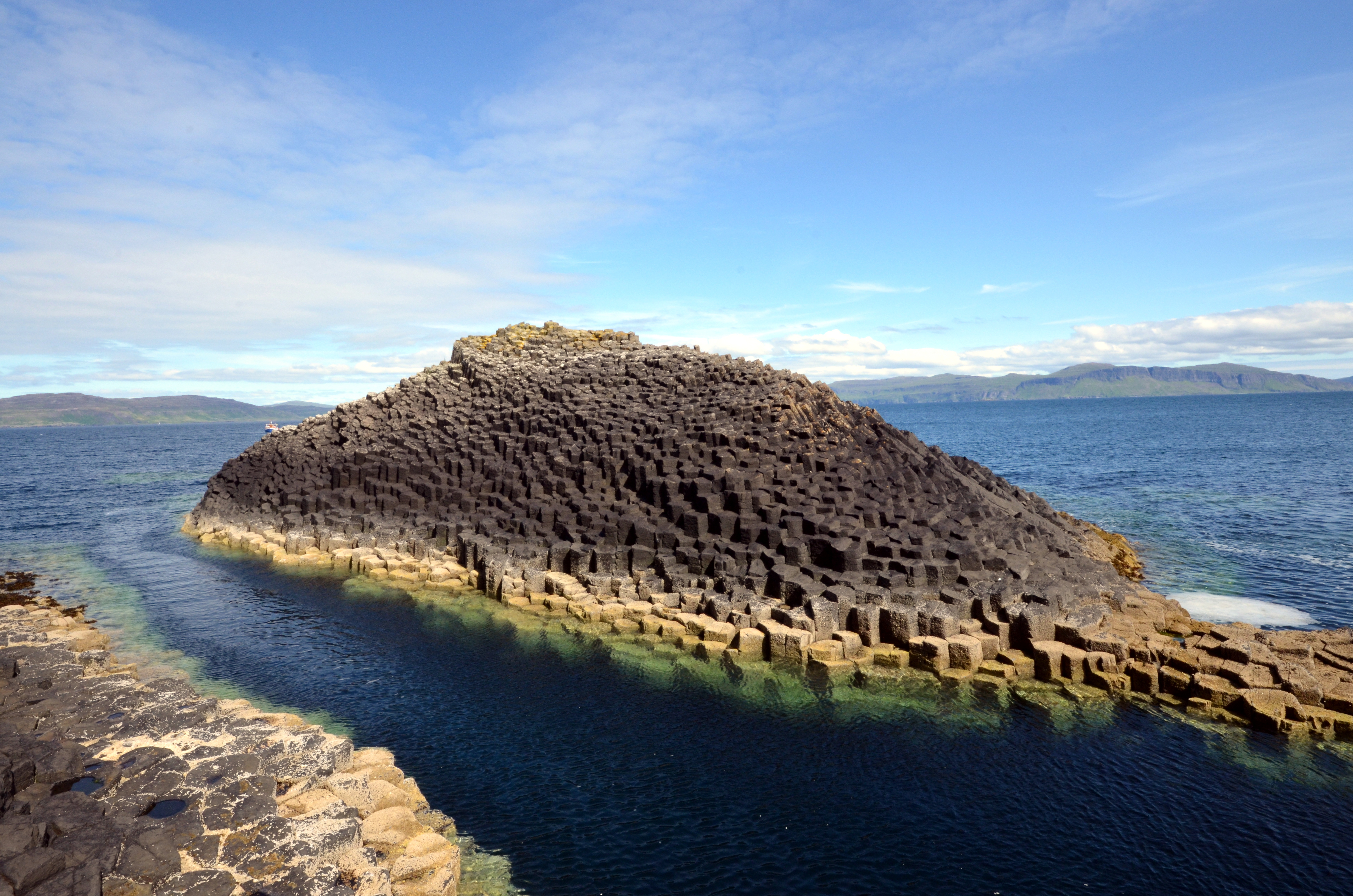
Entrée
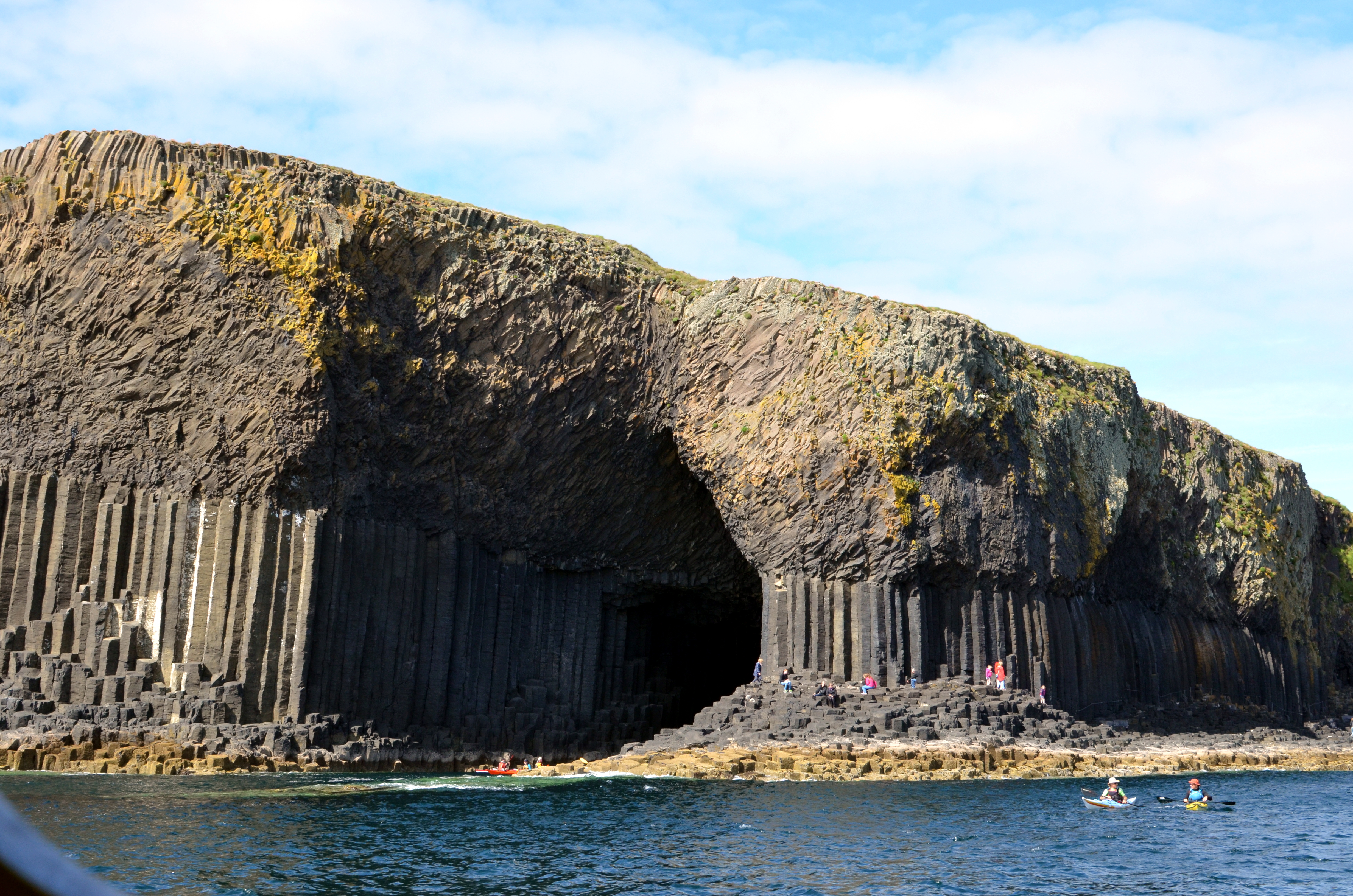
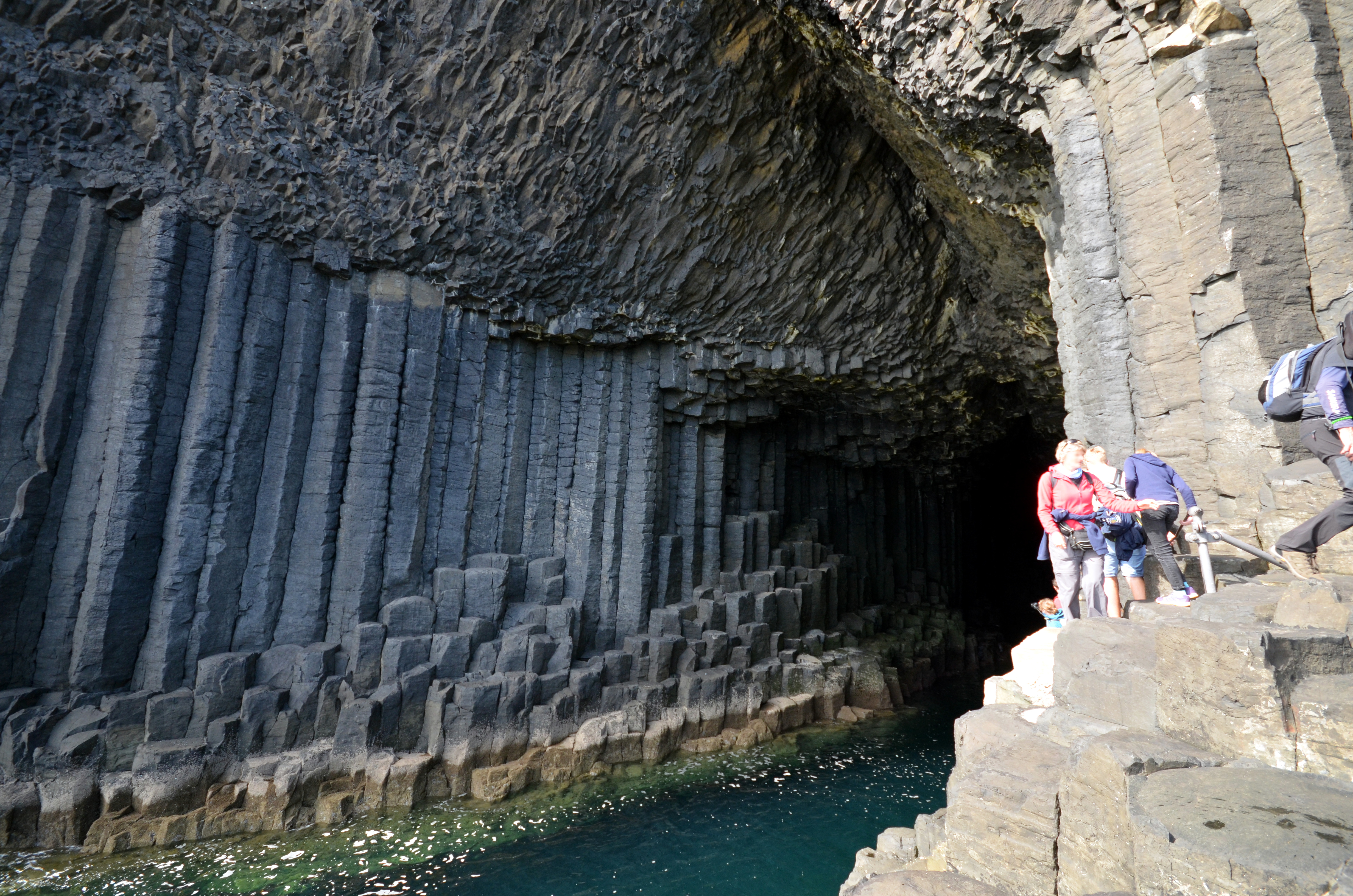

## Légendes
Elle a inspiré de nombreuses légendes aux peuples anciens. Les Celtes l'appelaient An Uaimh Bhinn, la caverne musicale, en raison des bruits surprenants qu'elle produit lorsque la mer s'y engouffre. Pour les Irlandais, la grotte faisait partie d'un pont construit par un géant dont l'autre extrémité était justement la Chaussée des Géants, célèbre site également formé de colonnes basaltiques.

## Culture

### Dans la culture populaire
Lorsque Felix Mendelssohn découvrit les coulées de lave figées en formes géométriques parfaites à marée basse, il exprima son enthousiasme par la composition d'une pièce symphonique intitulée Les Hébrides. À partir de ce moment la grotte devint une intarissable source d'inspiration pour les artistes de l'époque victorienne. William Turner la peignit, Sir Walter Scott la décrivit comme l'un des endroits les plus extraordinaires qu'il ait jamais admiré.
Le lieu a également inspiré Jules Verne qui y a dépeint la scène finale de son roman Le Rayon vert.
Le groupe de rock celtique écossais Wolfstone a enregistré un instrumental, intitulé Fingal's Cave pour leur album Seven, paru en 1999.
Le film Commando pour un homme seul, adapté du roman éponyme d'Alistair MacLean, a été tourné là-bas.